# Стебні (Вижницький район)
Стебні́ — село у Конятинській сільській громаді Вижницького району Чернівецької області України.

## Географія
Стебні розташовані на березі річки Білий Черемош, на протилежній стороні однойменне село Стебні, але вже Верховинського району Івано-Франківської області.

## Історія
З 1991 року в складі незалежної України.
26 січня 2017 року шляхом об'єднання Довгопільської, Конятинської та Яблуницької сільських рад село увійшло до Конятинської сільської громади.

## Населення

### Мова
Розподіл населення за рідною мовою за даними перепису 2001 року:
| Мова       | Кількість | Відсоток |
| ---------- | --------- | -------- |
| українська | 516       | 99.81%   |
| російська  | 1         | 0.19%    |
| Усього     | 517       | 100%     |

## Відомі уродженці села
- Платон (Корниляк) (06.09.1920—1.11.2000) — церковний діяч УГКЦ. Доктор богослов'я (1946) і філософії (1948). Закінчив богословський факультет Урбаніанського університету (1945), філософський факультет Григоріанського університету (1948). Служив у парафіях Філадельфійської єпархії. Апостольський екзарх для українців-католиків у Німеччині (від 1959 р.) та Скандинавії (від 1983 р.). Помер 1 листопада 2000 року в місті Мюнхен;
- Кочерган Михайло Степанович (15.09.1886 / 03.09.1886 — помер після 1948 р.) — юрист, дипломат.

## Світлини

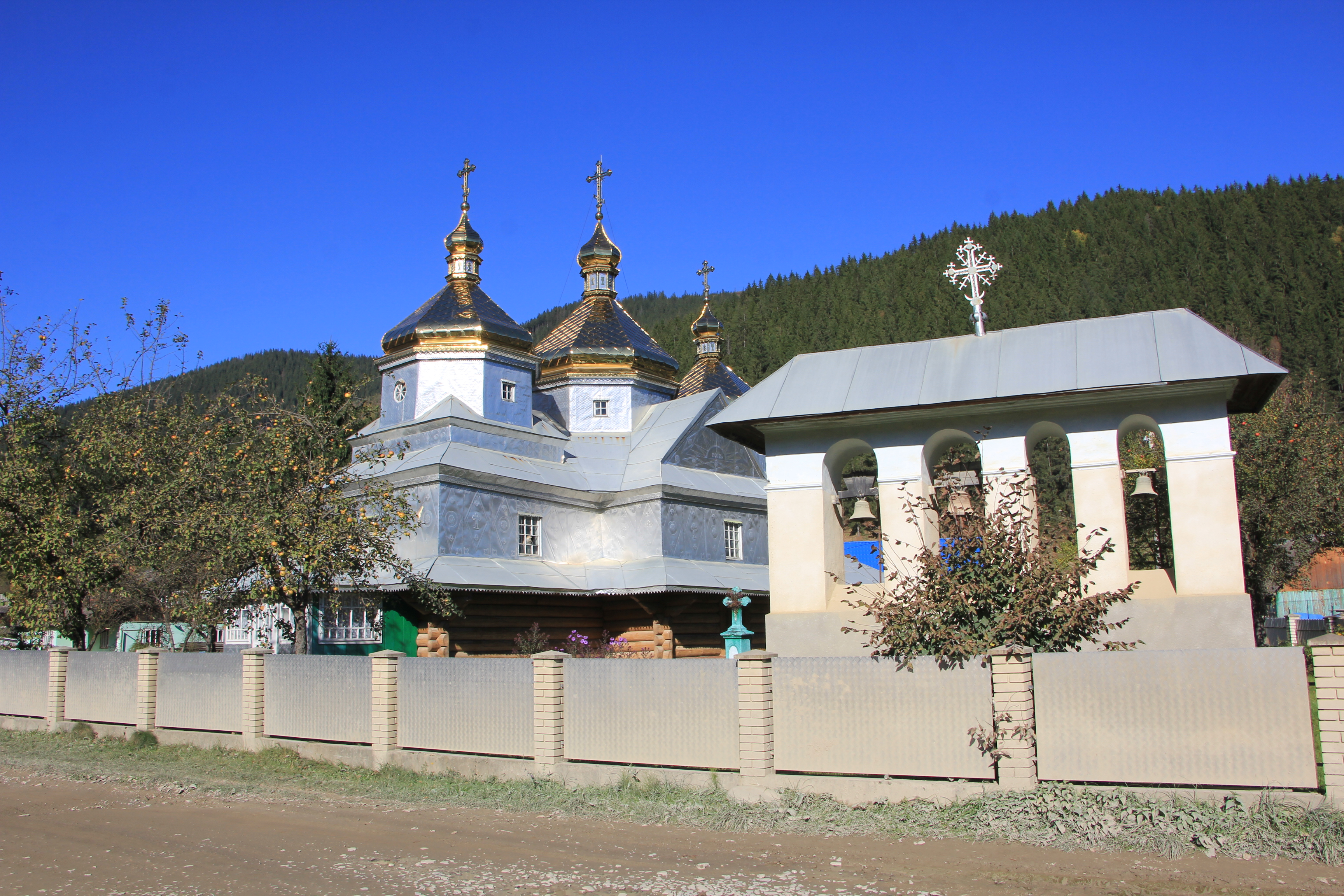
Дерев'яна церква Успіння Пр. Богородиці 1861р.
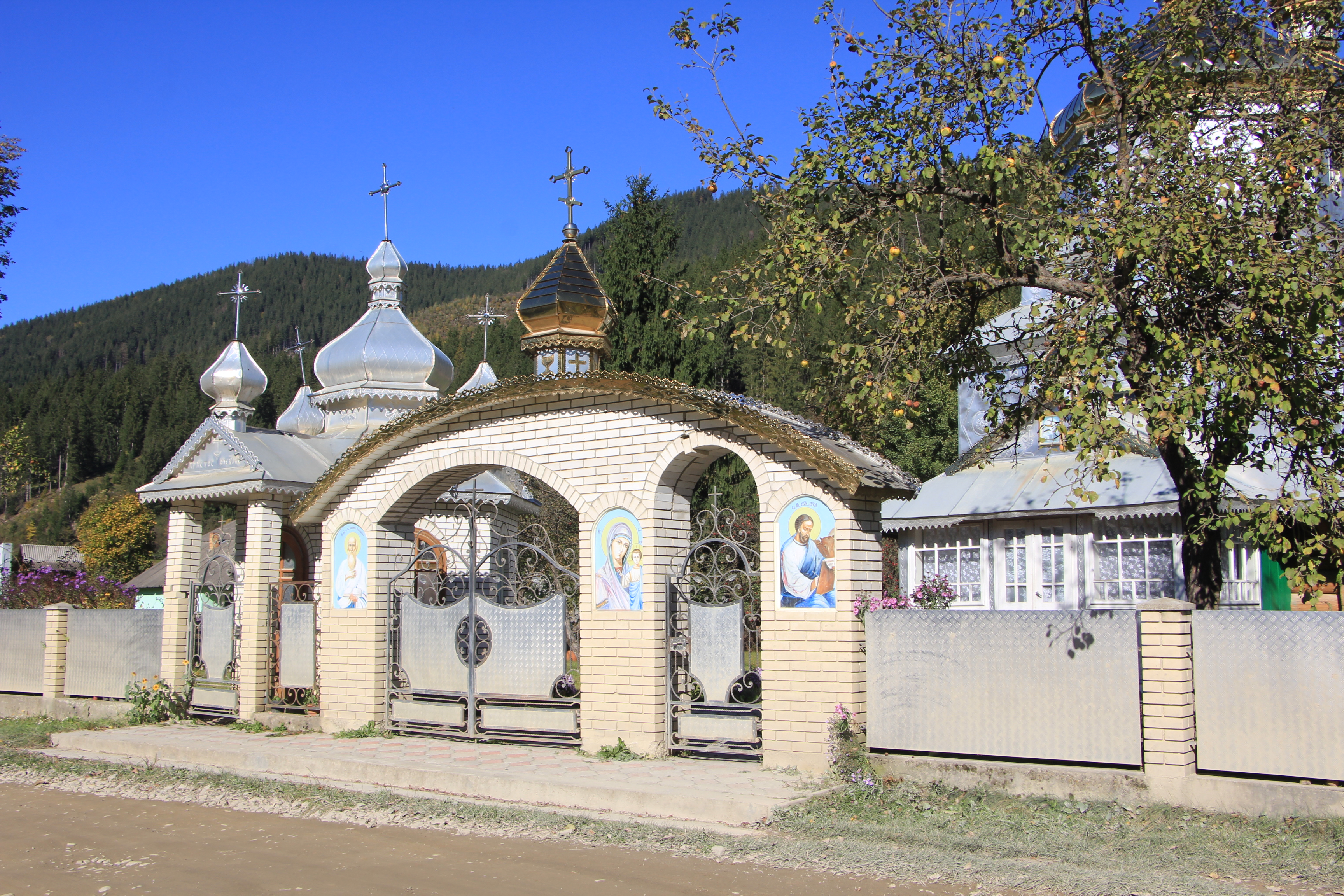
Дерев'яна церква Успіння Пр. Богородиці 1861р.
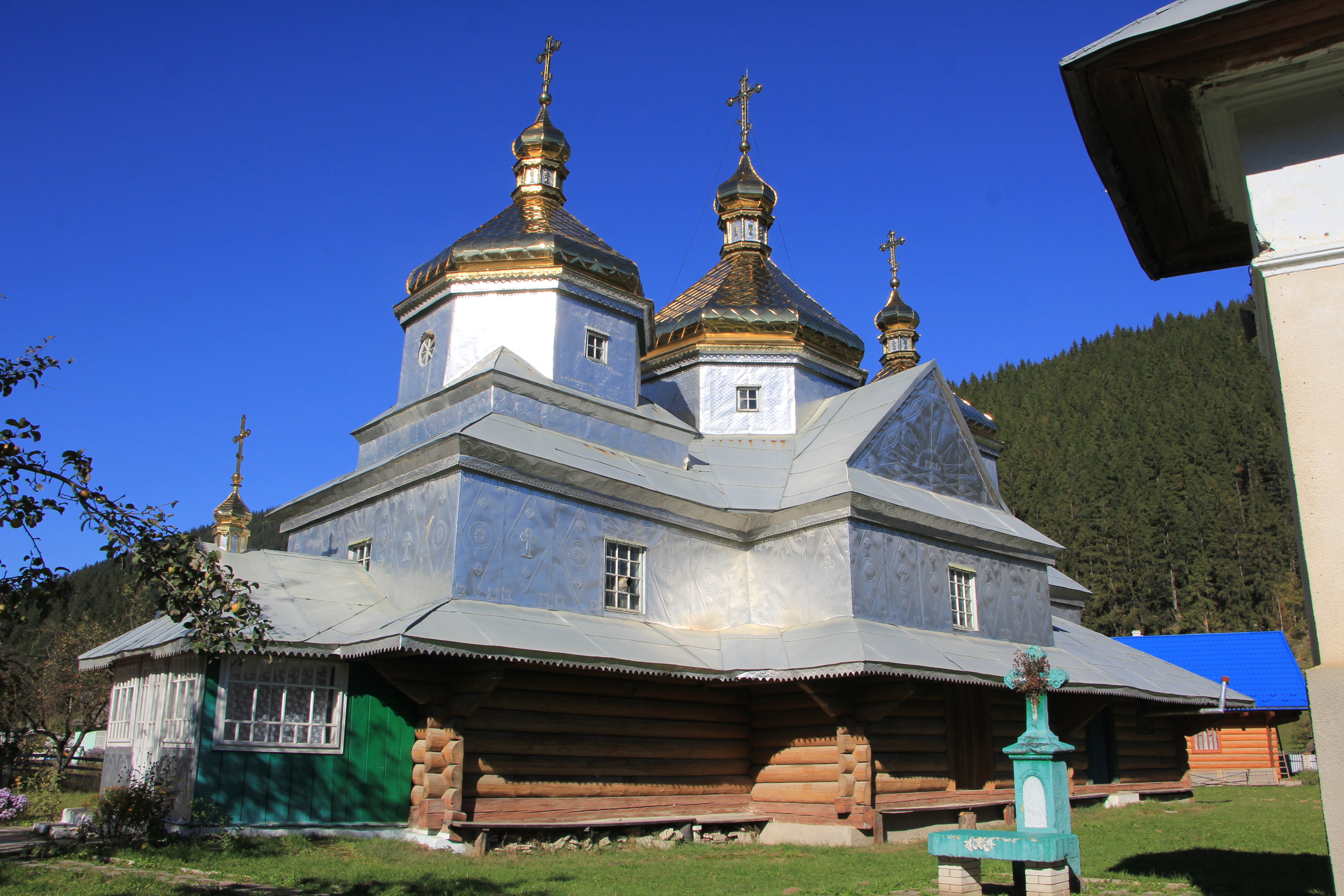
Дерев'яна церква Успіння Пр. Богородиці 1861р.
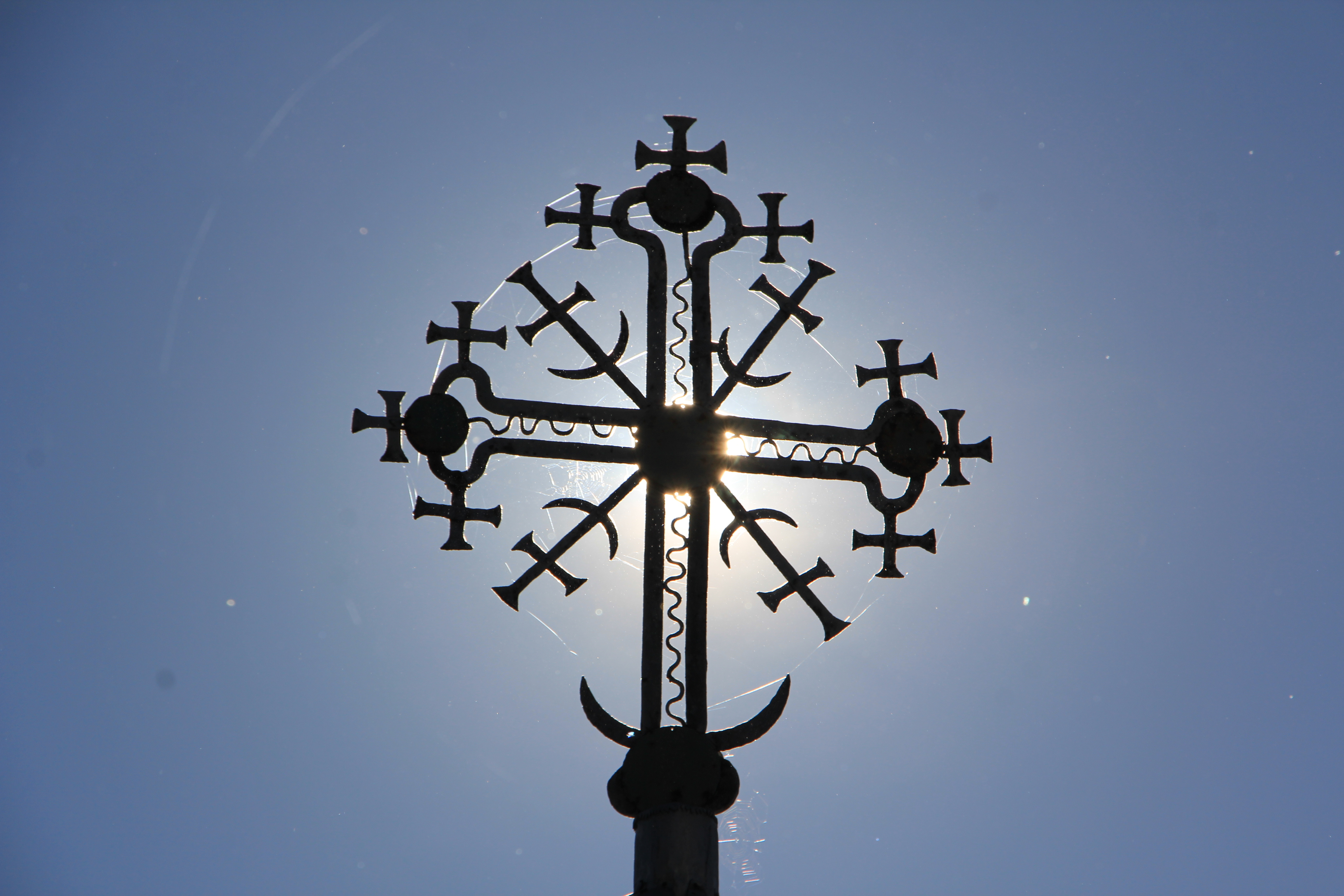
Дерев'яна церква Успіння Пр. Богородиці 1861р. Хрест.